# 한주엽
한주엽(1999년 4월 21일~)은 대한민국의 유도 선수이다. 2024년 하계 올림픽에 참가했으며, 유도 혼성 단체전에서 동메달을 기록하였다.

## 경력
강원도 철원군에서 한상현과 노경화의 1남 1녀 중 장남으로 태어났다.
2016년 9월 일본 고치에서 열린 2016년 아시아 유스 선수권 대회에서 우승을 차지했으며 2018년 5월에는 레바논 베이루트에서 열린 아시아 주니어 선수권 대회에서 동메달을 획득했다. 이듬해인 2019년 7월 모로코 마라케시에서 열린 세계 주니어 선수권 대회에 출전하여 7위에 올랐다.
2023년 처음 성인 국가대표로 발탁되었다. 그 해 7월 중국 청두에서 열린 유니버시아드에 참가했으며 -90 kg급에서 헝가리의 괴즈 롤런드의 뒤를 이어 은메달을 획득했다. 또한 혼성 단체전에서 동메달을 획득했다. 같은 해 9월에는 중국 항저우에서 열린 아시안 게임에 참가하여 5위에 올랐다.
2024년 3월 트빌리시 그랜드슬램 대회에서 동메달을 획득했으며 같은 해 4월에 홍콩에서 열린 2024년 아시아 선수권 대회에서 동메달을 획득했다.
2024년 하계올림픽에 참가, 유도 혼성 단체전에서 동메달을 기록하였다.